# Tetlanohcán
Tetlanohcán är en ort i Mexiko.   Den ligger i kommunen San Francisco Tetlanohcan och delstaten Tlaxcala, i den sydöstra delen av landet, 100 km öster om huvudstaden Mexico City. Tetlanohcán ligger 2 431 meter över havet och antalet invånare är 9 832.
Terrängen runt Tetlanohcán är kuperad österut, men västerut är den platt. Terrängen runt Tetlanohcán sluttar västerut. Runt Tetlanohcán är det mycket tätbefolkat, med 1 463 invånare per kvadratkilometer. Närmaste större samhälle är Tlaxcala de Xicohtencatl, 7,5 km nordväst om Tetlanohcán. Trakten runt Tetlanohcán består till största delen av jordbruksmark.